# Décès en 938
Décès
- 934
- 935
- 936
- 937
- 938
- 939
- 940
- 941
- 942

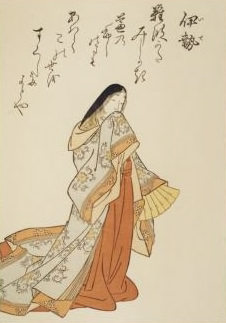
Dame Ise, mort en 938.

Cette page dresse une liste de personnalités mortes au cours de l'année 938 :
- Dame Ise, poétesse waka de la cour, membre des Trente-six grands poètes.
- Hasetsukabe no Koharumaru (en), espion japonais.
- Kiều Công Tiễn (en), général vietnamien.
- Lambert de Toscane, marquis de Toscane.
- Muhammad ibn Ja'far al-Khara'iti, théologien.
- Dame Peng (en), femme de Ma Xifan (en), roi des Cinq Dynasties et des Dix Royaumes.
- Shen Song (en), premier ministre chinois.

## Crédit d'auteurs
- Cet article est partiellement ou en totalité issu de l'article intitulé « 938 » (voir la liste des auteurs).